# Малан, Винанд
Винанд Малан (англ. Wynand Malan, родился 25 мая 1943 г.) — южноафриканский либеральный африканерский политик и юрист.

## Жизнь и карьера
Малан родился 25 мая 1943 года в Порт-Элизабет, ЮАР.
Малан как юрист вошел в политику на выборах в Южной Африке в 1977 году, когда он был избран в полностью белый парламент Южной Африки в качестве депутата от Национальной партии от Рандбурга.
Член реформистского крыла партии, он критиковал Виллема  Боту за робость в своих конституционных реформах в 1980-х годах, а также за введённое им чрезвычайное положение. На всеобщих выборах 1987 года он покинул партию и баллотировался в качестве одного из трёх независимых кандидатов вместе с бывшим послом в Лондоне Деннисом Уорроллом (Dennis Worrall) и бизнесвумен Сьюзен Латеган (Susan Lategan).
Он был единственным избранным из этой троицы, вероятно, потому, что он был единственным действующим политиком. Впоследствии он вступил в конфликт с Уорроллом, и после выборов они образовали две отдельные политические партии. В начале 1989 года эти две новые партии объединились с ветераном Прогрессивной федеральной партией (Progressive Federal Party) и сформировали Демократическую партию (Democratic Party), которая получила рекордное количество мест для партии либерального типа на выборах в сентябре 1989 года, в которых участвовали только белые.
Впоследствии он стал одним из трех соруководителей новой партии и сохранил свое место в парламенте на всеобщих выборах 1989 года, победив бывшего посла в Канаде Гленна Бэбба (Glenn Babb), который баллотировался от Народной партии. Малан оставался в руководстве Демократической партии до 1993 года.
С 1995 по 1998 год Малан был комиссаром Комиссии истины и примирения, которую возглавлял архиепископ Десмонд Туту.
Позже Малан присоединился к Африканскому национальному конгрессу в 2001 году и работал советником бывшего президента Табо Мбеки.